# Notophthiracarus nicoleti
Notophthiracarus nicoleti är en kvalsterart som först beskrevs av Wojciech Niedbała 1987.  Notophthiracarus nicoleti ingår i släktet Notophthiracarus och familjen Phthiracaridae. Inga underarter finns listade i Catalogue of Life.